# Paronychia canariensis
Paronychia canariensis là loài thực vật có hoa thuộc họ Cẩm chướng. Loài này được (L. f.) Link mô tả khoa học đầu tiên năm 1825.